# Limnoria carinata
Limnoria carinata là một loài chân đều trong họ Limnoriidae. Loài này được Menzies & Becker miêu tả khoa học năm 1957.